# ヤスミナ・アクラーリ
ヤスミナ・アクラーリ（Yasmina Akrari、1993年8月31日 - ）は、イタリアの女子バレーボール選手。ポジションはミドルブロッカー。イタリア代表。

## 来歴
- クラブチーム

トリノ出身。2009年、セリエB2のLilliput Pallavoloへ入団しキャリアをスタートさせる。2010/11シーズンのセリエB1昇格を果たし、2013/14、2014/15シーズンはセリエB1優勝すると、2015/16シーズンにはチームをセリエA2へ昇格へ導いた。2017年6月、当時セリエA2だったキエーリ'76・バレーボールへ移籍すると、2018/19シーズンにチームはセリエA1昇格を果たした。2020年5月、同チームを退団し、同年7月にはセリエA2（当時）のパッラヴォーロ・ピネローロへ移籍した。2021/22シーズンのセリエA2優勝を果たし、2022/23シーズンにはチーム初のトップカテゴリーとなるセリエA1参戦を果たした。2023/24シーズンにはイタリアカップで5位、セリエA1リーグで6位の成績を残した。2024/25シーズンからは同チームの主将を務める。
- 代表チーム

2024年、シニア代表に初選出され、同年5月の国際親善試合でデビュー、ネーションズリーグにも出場した。

## 人物
イタリア人の母とモロッコ人の父の間に生まれた。

## 球歴
- ネーションズリーグ - 2024年

## 所属クラブ
- Lilliput Pallavolo（2009-2017年）
- キエーリ'76・バレーボール（2017-2020年）
- Wash4Green Pinerolo（2020-）